# Pedro I de Alto Urgel
Vizconde de Alto Urgel, que durante su gobierno tomó el título de vizconde de Castellbó. Sucedió a su padre Ramón I de Alto Urgel en 1114.
Se casó en 1126 con la heredera del vizcondado de Cerdaña, Sibila, uniendo los feudos del vizcondado de Alto Urgel y los del vizcondado de Cerdaña. Desde entonces lleva el nombre de Pedro I de Castellbó.